# Vesakha Puja
Vesakha Puja (Pali) is een van de drie belangrijkste boeddhistische feestdagen. Op deze dag herdenken boeddhisten de geboorte, verlichting en het parinibbana (heengaan) van Gautama Boeddha, welke volgens traditie allen plaatsvonden op de volle maan van de maand Vesakha van de maankalender van het oude India. Puja (Pali) betekent 'het betonen van respect'. Vesakha Puja vindt plaats in april, mei of juni, en is in de boeddhistische landen van alle stromingen een nationale feestdag.
In veel boeddhistische tempels betoont men op Vesakha Puja respect aan de Boeddha door drie maal in stilte rechtsom om een stoepa heen te lopen. Er worden daarnaast vaak speciale preken of toespraken gehouden, en de leken besteden vaak aandacht aan het voorbereiden van een geschikte gift gewijd aan de Boeddha of de Sangha.
In de geschiedenis van Sri Lanka vonden belangrijke plechtige gebeurtenissen, zoals de kroning van een koning, veelal op Vesakha Puja plaats.

## Gerelateerde feestdagen
In Hongkong, Macau en Zuid-Korea is de 8ste dag van de vierde maand volgens de maankalender een nationale feestdag, aangeduid als "Boeddha's Verjaardag".

## Erkenning VN
In resolutie 54/115 getiteld International Recognition of the Day of Vesak at United Nations Headquarters and other United Nations Offices is op de 79e plenaire vergadering op 15 december 1999 de dag door de Algemene Vergadering van de Verenigde Naties erkend als een officiële jaarlijkse feestdag genaamd International Day of Vesak. Dit gebeurde op verzoek van de Internationale Boeddhistische Conferentie die werd gehouden in Sri Lanka in november 1998.